# ماري سارا
ماري سارا (باليابانية: 紗羅マリー) هي عارضة أزياء ومغنية يابانية، ولدت في 12 ديسمبر 1986 في ناغويا في اليابان.

## وصلات خارجية
- الموقع الرسمي
- ماري سارا على موقع ميوزك برينز (الإنجليزية)